# Rio Asnes
O rio Asnes ou ribeira de Asnes é um rio português, afluente do rio Pavia. O seu percurso situa-se exclusivamente na área do concelho de Viseu. A sua foz situa-se junto ao Castro dos Três Rios, na área da freguesia de Vila Chã de Sá. No seu percurso é de destacar o viaduto ferroviário (Linha do Dão), desactivado, na povoação de Mosteirinho, freguesia de Couto de Baixo.